# 谷元圭介
谷元 圭介（たにもと けいすけ、1985年1月28日 - ）は、三重県鈴鹿市出身の元プロ野球選手（投手）。右投右打。

## 経歴

### プロ入り前
三重県立稲生高等学校の1年時までは内野手だったが、肩の強さを買われて投手に転向。二番手投手ではあったが制球がよく、信頼される人物であった。スパイクやグローブなど大切に磨き、人一倍情熱を費やしていた。中部大学への進学後は、愛知大学野球のリーグ戦で、通算12勝20敗という成績を残した。3年時の2005年秋季リーグでは敢闘賞、4年時の2006年には春・秋季ともベストナインに選出。しかし、投手としては身長が低い（160cm台後半）ことが災いして、社会人野球の有力チームからは勧誘されなかった。
大学からの卒業を機に、薬品卸会社のバイタルネットへ入社。他の一般社員と同じように勤務しながら、硬式野球部でプレーを続けた。入社1年目の2007年秋からエースの座を確保すると、チームは6年ぶりに社会人野球日本選手権へ出場。谷元は1回戦で、前年覇者の富士重工業を相手に、8回まで無得点に抑えた（チームは初戦敗退）。2008年の都市対抗野球大会には、TDK千曲川の補強選手として出場した。
2008年のNPBドラフト会議で、北海道日本ハムファイターズから7巡目で指名。会議前の入団テストで合格したことに伴う指名で、契約金1000万円、年俸500万円（金額は推定）という条件で入団した。入団当初の背番号は48。

### 日本ハム時代

日本ハム時代の谷元

2009年、オープン戦5試合の登板（通算5イニング）を無失点で凌いだことから、開幕一軍入りを果たした。4月18日の対埼玉西武ライオンズ戦（西武ドーム）6回裏からの救援登板で、2回を無失点に抑えてプロ初勝利を記録。NPB全12球団の新人投手で、一軍公式戦での勝利一番乗りを果たした。
2010年、主にイースタン・リーグ公式戦で登板。一軍公式戦では4試合の登板にとどまった。
2011年、2年ぶりに公式戦の開幕を一軍で迎えると、救援陣の一角として一軍に定着した。一軍の中継ぎ陣が軒並み好調であったため、ビハインドでの起用が中心だったが、一軍公式戦47試合の登板で防御率2.47と好成績を残した。
2012年、開幕当初の一軍公式戦には中継ぎで起用されていたが、チーム事情でシーズン途中から先発に転向。7月16日の対西武戦で一軍公式戦初先発を果たすと、ローテーションの谷間の試合で先発を任された。転向後は好投しても勝ち星が付かない試合が相次いだが、9月19日の対オリックス・バファローズ戦（いずれも札幌ドーム）では、5回2失点という内容で先発初勝利を記録した。
2014年、一軍公式戦の開幕から、ロングリリーフとしての起用が続いた。6月には疲労を理由にいったん登録を抹消されたものの、最短の抹消期間（10日間）で復帰すると、シーズン閉幕まで場面を問わず安定した投球を続けた。一軍公式戦全体では、52試合の登板で、防御率1.59という好成績を残した。
2015年、一軍公式戦の開幕から、右の中継ぎ要員として活躍。8月には、2日から28日まで、登板9試合連続で無失点を達成した。防御率こそ前年より悪化したものの、中継ぎ陣の柱として、自己最多の61試合登板や20ホールドを記録した。
2016年、一軍公式戦58試合の登板で、自己最多の31ホールドポイント（3救援勝利28ホールド）を記録するとともに、チームのパシフィック・リーグ（パ・リーグ）優勝へ大きく貢献した。クライマックスシリーズ突破を経て臨んだ広島東洋カープとの日本シリーズ（MAZDA Zoom-Zoom スタジアム広島）では、シリーズ制覇に王手を掛けた10月29日の第6戦で9回裏に登板。広島の攻撃を無失点で凌いだことから、胴上げ投手となった。シリーズ終了後には、推定年俸1億円（2800万円増）で契約を更改し、背番号を22に変更した。
2017年、一軍公式戦の開幕から、中継ぎ投手として登板を重ねた。6月には、21日付で国内FA権の資格要件を満たすと、23日の対東北楽天ゴールデンイーグルス戦（札幌ドーム）で球団史上4人目の一軍公式戦通算100ホールドを達成している。さらに、パ・リーグの監督推薦選手としてオールスターゲームに初出場。全2試合に登板すると、両試合とも1イニングを無失点で抑えたばかりか、第2戦でセーブを記録した。

### 中日時代
2017年7月31日に、中日ドラゴンズに金銭トレードで移籍することが発表された。背番号は60。オールスターゲームに出場した選手が、そのシーズン中に他球団へ移籍する事例はNPB史上初めてであった。移籍後は、セントラル・リーグ（セ・リーグ）公式戦18試合に登板。0勝1敗、防御率6.00ながら6ホールドを記録した。シーズン終了後の11月8日には、日本ハム時代に取得した国内FA権を行使せずに、チームへ残留することを表明。11月17日、1500万円減となる推定年俸8500万円で2年契約を締結。11月27日には、背番号を14に変更することが発表された。
2018年は、中継ぎ要員として公式戦の開幕を一軍で迎えた。しかし、開幕から調子が上がらず、4月4日には移籍後初めて出場選手登録を抹消された。後に一軍へ復帰すると、一軍公式戦で通算3ホールドポイント（2救援勝利1ホールド）を記録。しかし、登板試合数はプロ入り後最少の8試合で、防御率が14.90に達するほど不振を極めた。
2019年は、開幕を一軍で迎えると、主にピンチの場面での登板で結果を残し、12試合連続無失点を記録した。しかし、5月以降は防御率7.40と成績が低迷。8月に二軍へ降格すると、再昇格することなくシーズンを終えた。最終的に、34試合登板、0勝1敗13ホールド、防御率5.22を記録。オフに、野球協約の減額制限（1億円以下は25％）を超える2500万円減の推定年俸6000万円で契約を更改した。
2020年は、開幕一軍を逃すも7月に一軍昇格を果たし、前年に続き走者が出た回途中からの登板を主にこなし、チームの強力リリーフ陣の一角を担った。最終的に36試合登板、1勝3敗13ホールド、防御率3.60を記録。12月9日、600万円減となる推定年俸5400万円で契約を更改した。
2021年は、2年ぶりに開幕を一軍で迎える。中継ぎとして登板を重ねていたが、7月10日の対横浜DeNAベイスターズ戦で7回からの登板の際、投球練習を終えた直後に体調不良を訴え、1球も投げずに降板した（記録上、登板扱いになっていない）。翌日に登録を抹消された。自宅療養、自主練習を経て、9月時点でリハビリ組の練習に復帰。シーズン通算では32試合の登板で防御率2.01と存在感を示したが、7月以降登板から遠ざかった影響でオフの契約更改では700万円減の推定年俸4700万円で更改した。
2022年は、山井大介の現役引退によりチーム最年長投手となった。2年連続での開幕一軍とはならなかったが、二軍で安定した成績を残した結果、5月下旬に不振の佐藤優に代わり一軍登録された。7月18日のDeNA戦での登板で通算登板数が500試合に達し、8月26日に連盟より表彰を受けた。8月までは防御率1点台を維持し、終盤にやや調子を落としたが最終的には34試合登板、防御率2.61という成績でシーズンを終えた。オフに、500万円減となる推定年俸4200万円で契約を更改した。
2023年は、5月6日以降一軍で登板がなく、9月12日に引退を表明。10月3日の対読売ジャイアンツ戦（バンテリンドーム ナゴヤ）で大野奨太、堂上直倫、福田永将とともに引退試合が行われた。自身は6回二死の場面で先発・小笠原慎之介に代わって登板。同じく引退する大野とバッテリーを組み、吉川尚輝を146km/h直球で左飛に仕留めて有終の美を飾った。試合後のセレモニーでは日本ハム時代の監督・栗山英樹から花束が贈られ、スピーチでは「背の小さな少年少女たちへ、夢を諦めないでください。夢は叶います。応援しています」とエールを送った。

### 現役引退後
2023年11月19日、古巣・日本ハムに戻り、2024年の年明けから打撃投手として活動することが報じられた。

## 選手としての特徴
身長は公称167cmで、NPBの現役投手で最も低い部類に入る。それほど小柄な体格にもかかわらず、日本ハム時代の先輩投手だった武田久（身長170cm）と同様に、140km/h台中盤（最速151km/h（2020年10月1日、対阪神タイガース18回戦（阪神甲子園球場）で記録））のストレートが武器。ボールの回転数が多く、2017年のオールスターゲームで試験的に導入されたトラックマンの投手データでは、NPBの一軍平均と言われる2300rpmを大きく上回る最高約2,600rpm（毎分回転数）を記録した。変化球はカットボール、フォークボール、シュートなど多様であるが、カーブを投げる割合が最も高い（2013年）。
プロ入り後は、先発、セットアッパー、抑えとチーム事情に応じて起用されることが多かった。2014年からは、先発登板は一切なく、完全にリリーフ起用されている。

## 人物
愛称は「タニモン」。
日本ハム時代の2014年5月30日に、一般女性と結婚したことを発表した。
日本ハムから中日へ移籍する直前の2017年6月から、札幌ドームの日本ハム主催試合を対象に、北海道内の介護福祉士を招待する「アナたにもんシート」を設置した。北海道介護福祉士会に登録されている介護福祉士から、毎試合1組2名を抽選して招待すると趣旨で、試合前には谷元との記念撮影やリストバンドのプレゼントを実施する。谷元の実家の母親が祖父の介護をしており、デイサービスで介護福祉士のサポートを受けていることから介護従事者を身近に感じており、社会貢献の一環としてこのシートへの導入へと至った。導入した最初の試合（6月6日の対広島1回戦）では22組44名を招待し、札幌ドーム以外では7月18日に行われた函館市千代台公園野球場での試合（対東北楽天ゴールデンイーグルス11回戦）でも15名を招待した。なお、中日への移籍後も、2017年内の日本ハム主催試合では「アナたにもんシート」を継続。移籍後も、招待された介護福祉士から、谷元に感謝する旨のメッセージが寄せられている。2019年から、ナゴヤドームで「アナたにもんシート」を再開。ナゴヤドームの中日主催試合を対象に、1試合につき2名、名古屋市社会福祉協議会を通じて介護職員などを招待する。
2017年には、日本ハムで国内FA権を取得しながら、レギュラーシーズンのトレード期限最終日に中日へ移籍。そのため、シーズン終了後にFA権の行使を宣言すれば、日本ハムへ復帰する可能性もあった。しかし、谷元はFA権を行使せず、中日へ残留する道を選んだ。谷元によれば、「FA権を取得した状態でシーズン途中にトレードで中日へ入団したにもかかわらず、球団の幹部から『（チームに）ぜひ必要』という言葉をいただいたことが、心に強く響いた」という。奇しくも、契約更改の直後には、日本ハム時代にバッテリーを組んでいた大野奨太捕手が海外FA権の行使を表明。後に中日へ入団したため、再びチームメイトになった。

## 詳細情報

### 年度別投手成績
| 年 度      | 球 団      | 登 板 | 先 発 | 完 投 | 完 封 | 無 四 球 | 勝 利 | 敗 戦 | セ 丨 ブ | ホ 丨 ル ド | 勝 率 | 打 者 | 投 球 回 | 被 安 打 | 被 本 塁 打 | 与 四 球 | 敬 遠 | 与 死 球 | 奪 三 振 | 暴 投 | ボ 丨 ク | 失 点 | 自 責 点 | 防 御 率 | W H I P |
| ---------- | ---------- | ----- | ----- | ----- | ----- | -------- | ----- | ----- | -------- | ----------- | ----- | ----- | -------- | -------- | ----------- | -------- | ----- | -------- | -------- | ----- | -------- | ----- | -------- | -------- | ------- |
| 2009       | 日本ハム   | 24    | 0     | 0     | 0     | 0        | 2     | 0     | 0        | 3           | 1.000 | 127   | 27.2     | 25       | 4           | 20       | 0     | 1        | 20       | 1     | 1        | 18    | 17       | 5.53     | 1.63    |
| 2010       | 日本ハム   | 14    | 0     | 0     | 0     | 0        | 1     | 2     | 0        | 2           | .333  | 68    | 15.2     | 18       | 2           | 4        | 1     | 0        | 12       | 1     | 0        | 10    | 10       | 5.74     | 1.41    |
| 2011       | 日本ハム   | 47    | 0     | 0     | 0     | 0        | 1     | 2     | 0        | 5           | .333  | 199   | 47.1     | 51       | 4           | 16       | 1     | 1        | 45       | 2     | 0        | 13    | 13       | 2.47     | 1.42    |
| 2012       | 日本ハム   | 28    | 7     | 0     | 0     | 0        | 2     | 2     | 0        | 7           | .500  | 257   | 61.1     | 61       | 3           | 16       | 0     | 1        | 39       | 1     | 1        | 24    | 24       | 3.52     | 1.26    |
| 2013       | 日本ハム   | 31    | 13    | 0     | 0     | 0        | 6     | 6     | 1        | 3           | .500  | 388   | 89.1     | 92       | 10          | 38       | 2     | 2        | 53       | 2     | 0        | 45    | 39       | 3.93     | 1.46    |
| 2014       | 日本ハム   | 52    | 0     | 0     | 0     | 0        | 5     | 1     | 1        | 12          | .833  | 260   | 68.0     | 41       | 4           | 19       | 0     | 2        | 63       | 3     | 2        | 14    | 12       | 1.59     | 0.88    |
| 2015       | 日本ハム   | 61    | 0     | 0     | 0     | 0        | 4     | 2     | 0        | 20          | .667  | 241   | 56.2     | 54       | 0           | 15       | 1     | 2        | 47       | 1     | 0        | 21    | 20       | 3.18     | 1.22    |
| 2016       | 日本ハム   | 58    | 0     | 0     | 0     | 0        | 3     | 2     | 3        | 28          | .600  | 206   | 50.1     | 41       | 4           | 16       | 0     | 1        | 44       | 0     | 0        | 14    | 13       | 2.32     | 1.13    |
| 2017       | 日本ハム   | 36    | 0     | 0     | 0     | 0        | 0     | 2     | 1        | 21          | .000  | 141   | 32.2     | 26       | 3           | 16       | 2     | 1        | 24       | 0     | 1        | 15    | 12       | 3.31     | 1.29    |
| 2017       | 中日       | 18    | 0     | 0     | 0     | 0        | 0     | 1     | 0        | 6           | .000  | 80    | 18.0     | 20       | 4           | 6        | 0     | 0        | 14       | 0     | 0        | 12    | 12       | 6.00     | 1.44    |
| '17計      | 中日       | 54    | 0     | 0     | 0     | 0        | 0     | 3     | 1        | 27          | .000  | 221   | 50.2     | 46       | 7           | 22       | 2     | 1        | 38       | 0     | 1        | 27    | 24       | 4.26     | 1.34    |
| 2018       | 中日       | 8     | 0     | 0     | 0     | 0        | 2     | 0     | 0        | 1           | 1.000 | 56    | 9.2      | 22       | 2           | 3        | 0     | 0        | 8        | 1     | 0        | 20    | 16       | 14.90    | 2.59    |
| 2019       | 中日       | 38    | 0     | 0     | 0     | 0        | 0     | 1     | 0        | 13          | .000  | 143   | 29.1     | 31       | 2           | 21       | 2     | 5        | 24       | 3     | 0        | 17    | 17       | 5.22     | 1.77    |
| 2020       | 中日       | 36    | 0     | 0     | 0     | 0        | 1     | 3     | 0        | 13          | .250  | 122   | 30.0     | 20       | 3           | 13       | 1     | 0        | 21       | 1     | 0        | 13    | 12       | 3.60     | 1.10    |
| 2021       | 中日       | 32    | 0     | 0     | 0     | 0        | 1     | 1     | 0        | 14          | .500  | 92    | 22.1     | 23       | 3           | 1        | 0     | 1        | 18       | 0     | 0        | 6     | 5        | 2.01     | 1.07    |
| 2022       | 中日       | 34    | 0     | 0     | 0     | 0        | 0     | 0     | 1        | 6           | ----  | 134   | 31.0     | 30       | 3           | 12       | 4     | 0        | 21       | 0     | 0        | 9     | 9        | 2.61     | 1.35    |
| 2023       | 中日       | 7     | 0     | 0     | 0     | 0        | 0     | 0     | 0        | 0           | ----  | 28    | 5.1      | 5        | 1           | 6        | 0     | 0        | 2        | 0     | 0        | 8     | 5        | 8.44     | 2.06    |
| 通算：15年 | 通算：15年 | 524   | 20    | 0     | 0     | 0        | 28    | 25    | 7        | 154         | .528  | 2542  | 594.2    | 560      | 52          | 222      | 14    | 17       | 455      | 16    | 5        | 259   | 236      | 3.57     | 1.32    |

- 各年度の太字はリーグ最多

### 年度別守備成績
| 年 度 | 球 団    | 投手  | 投手  | 投手  | 投手  | 投手  | 投手     |
| 年 度 | 球 団    | 試 合 | 刺 殺 | 補 殺 | 失 策 | 併 殺 | 守 備 率 |
| ----- | -------- | ----- | ----- | ----- | ----- | ----- | -------- |
| 2009  | 日本ハム | 24    | 0     | 7     | 0     | 0     | 1.000    |
| 2010  | 日本ハム | 14    | 0     | 2     | 0     | 0     | 1.000    |
| 2011  | 日本ハム | 47    | 4     | 9     | 0     | 1     | 1.000    |
| 2012  | 日本ハム | 28    | 2     | 9     | 0     | 0     | 1.000    |
| 2013  | 日本ハム | 31    | 5     | 15    | 0     | 0     | 1.000    |
| 2014  | 日本ハム | 52    | 1     | 20    | 1     | 0     | .955     |
| 2015  | 日本ハム | 61    | 3     | 10    | 1     | 0     | .929     |
| 2016  | 日本ハム | 58    | 5     | 7     | 1     | 0     | .923     |
| 2017  | 日本ハム | 36    | 1     | 4     | 0     | 1     | 1.000    |
| 2017  | 中日     | 18    | 0     | 3     | 0     | 0     | 1.000    |
| '17計 | 中日     | 54    | 1     | 7     | 0     | 1     | 1.000    |
| 2018  | 中日     | 8     | 0     | 1     | 0     | 0     | 1.000    |
| 2019  | 中日     | 38    | 3     | 4     | 0     | 0     | 1.000    |
| 2020  | 中日     | 36    | 1     | 3     | 1     | 0     | .800     |
| 2021  | 中日     | 32    | 2     | 2     | 0     | 0     | 1.000    |
| 2022  | 中日     | 34    | 1     | 8     | 0     | 0     | 1.000    |
| 2023  | 中日     | 7     | 0     | 2     | 0     | 0     | 1.000    |
| 通算  | 通算     | 524   | 28    | 106   | 4     | 2     | .971     |

### 記録
初記録
- 初登板：2009年4月4日、対東北楽天ゴールデンイーグルス2回戦（札幌ドーム）、7回表二死に4番手で救援登板、1回1/3を無失点
- 初ホールド：2009年4月5日、対東北楽天ゴールデンイーグルス3回戦（札幌ドーム）、6回表一死に3番手で救援登板、1/3回無失点[41]
- 初奪三振：2009年4月10日、対福岡ソフトバンクホークス1回戦（福岡Yahoo! JAPANドーム）、9回裏に小久保裕紀から空振り三振
- 初勝利：2009年4月18日、対埼玉西武ライオンズ2回戦（西武ドーム）、6回裏無死に2番手で救援登板、2回1失点
- 初先発登板：2012年7月16日、対埼玉西武ライオンズ12回戦（札幌ドーム）、5回4被安打1失点
- 初先発勝利：2012年9月19日、対オリックス・バファローズ24回戦（札幌ドーム）、5回8被安打2失点
- 初セーブ：2013年6月9日、対東京ヤクルトスワローズ4回戦（明治神宮野球場）、7回裏無死に2番手で救援登板・完了、3回1失点（自責点0）

節目の記録
- 100ホールド：2017年6月23日、対東北楽天ゴールデンイーグルス8回戦（札幌ドーム）、6回表に3番手で救援登板、1回無失点 ※史上25人目[6]
- 500試合登板：2022年7月18日、対横浜DeNAベイスターズ11回戦（バンテリンドーム ナゴヤ）、9回表に3番手で救援登板・完了、1回無失点 ※史上104人目[42]
- 150ホールド：2022年8月17日、対広島東洋カープ19回戦（MAZDA Zoom-Zoom スタジアム広島）、10回裏に4番手で救援登板、1回無失点 ※史上11人目[41]

その他の記録
- 1球勝利：2012年5月20日、対広島東洋カープ2回戦（MAZDA Zoom-Zoom スタジアム広島）、8回裏一死満塁で石井琢朗を中直併殺 ※史上33人目、日本ハムの投手では2011年8月8日の石井裕也以来3人目
- オールスターゲーム出場：1回（2017年）

### 背番号
- 48（2009年 - 2016年）
- 22（2017年 - 同年7月30日）
- 60（2017年7月31日 - 同年終了）
- 14（2018年 - 2023年）

### 登場曲
- 「ヒーロー -Holding out for a hero- (Dance ver.)」麻倉未稀（2009年 - 2012年）
- 「小さなヒーロー」ビーグルクルー（2013年 - 2014年）
- 「DREAM」清水翔太（2015年 - 2017年）
- 「The Greatest Show」Hugh Jackman, Keala Settle, Zac Efron, Zendaya & The Greatest Showman Ensemble（2018年 ‐ 2023年）